# Amasonsköld

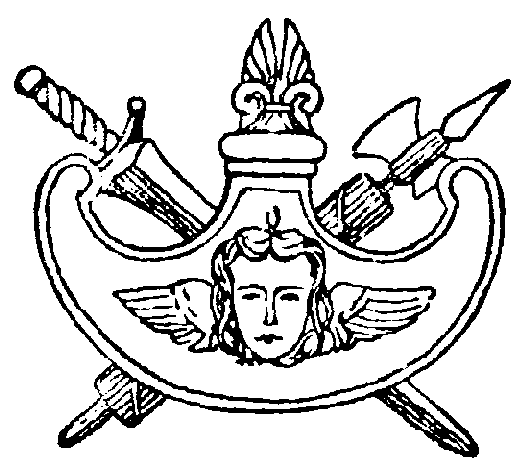
Amasonsköld

En amasonsköld (gr. pelta, lat. peltarion) är en på nästan alla antika amasonframställningar förekommande halvcirkelformig skiva, vars räta kant har två likaledes halvcirkelformiga inskärningar. I förening med andra vapen (svärd), fascer o.d. användes den i Roms och renässansens konst till troféer m.m. Dylika sköldar, ställda i rad vid varandra, förekommer ofta som ornament på kransgesimser, rännlister med mera.
Förekommer på Svärdsordens ordenskedja.